# (33560) D'Alessandro
(33560) D'Alessandro est un astéroïde de la ceinture principale.

## Description
(33560) D'Alessandro est un astéroïde de la ceinture principale. Il fut découvert le 10 mai 1999 à Socorro (Nouveau-Mexique) par le projet LINEAR. Il présente une orbite caractérisée par un demi-grand axe de 2,33 UA, une excentricité de 0,11 et une inclinaison de 7,1° par rapport à l'écliptique.